# 栎属

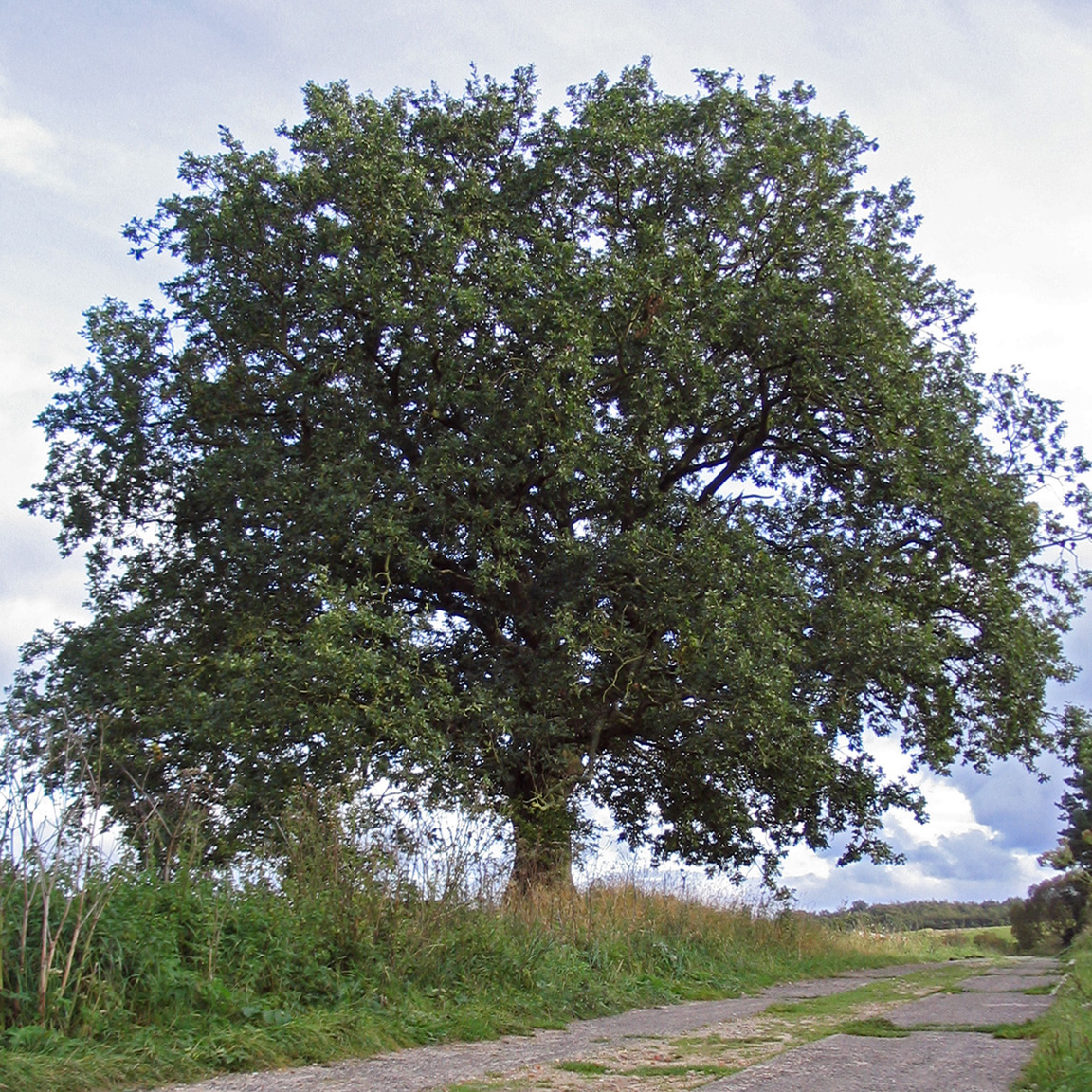
路边的橡树

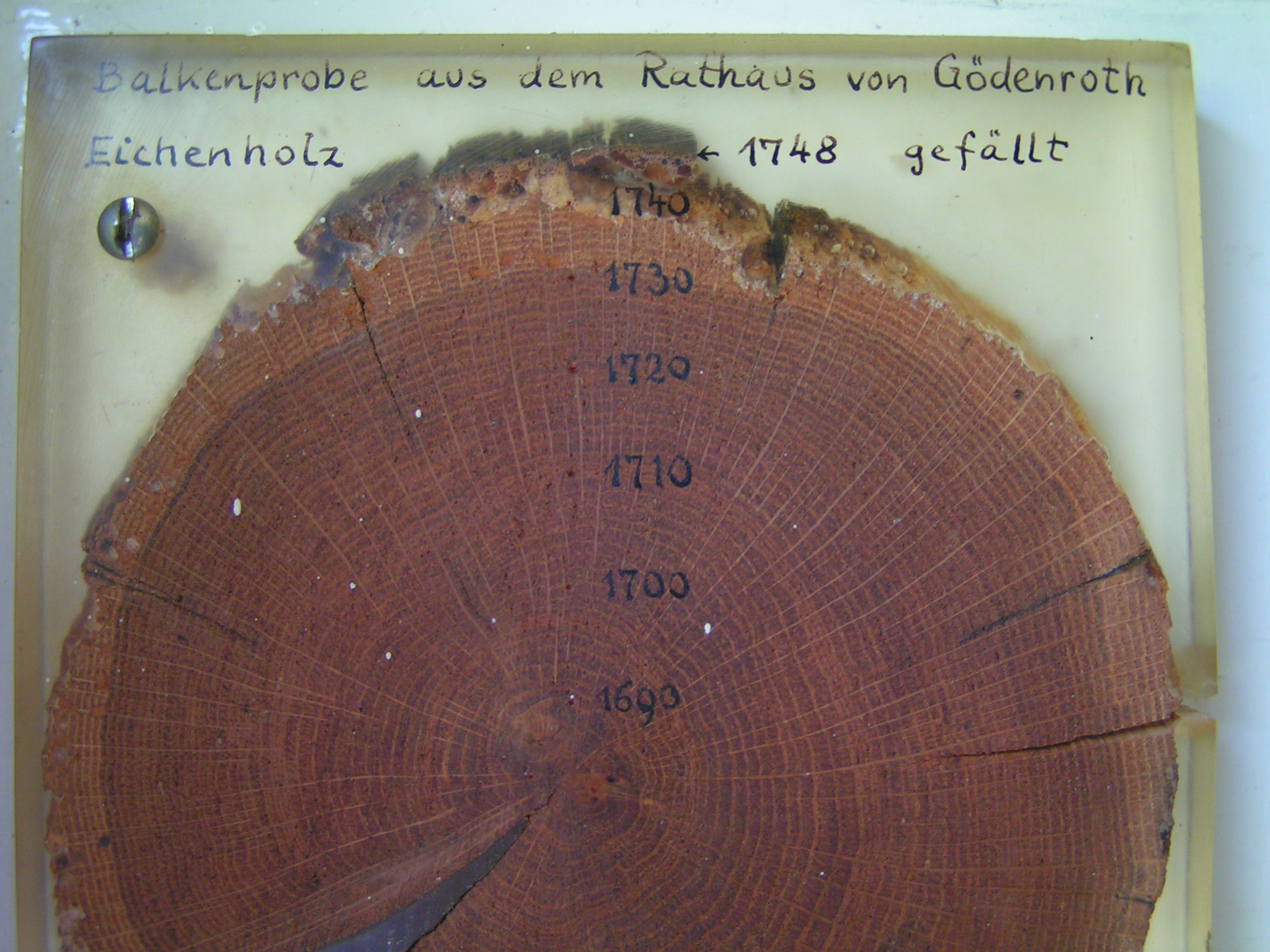
戈登罗特市政府的橡树横梁样本

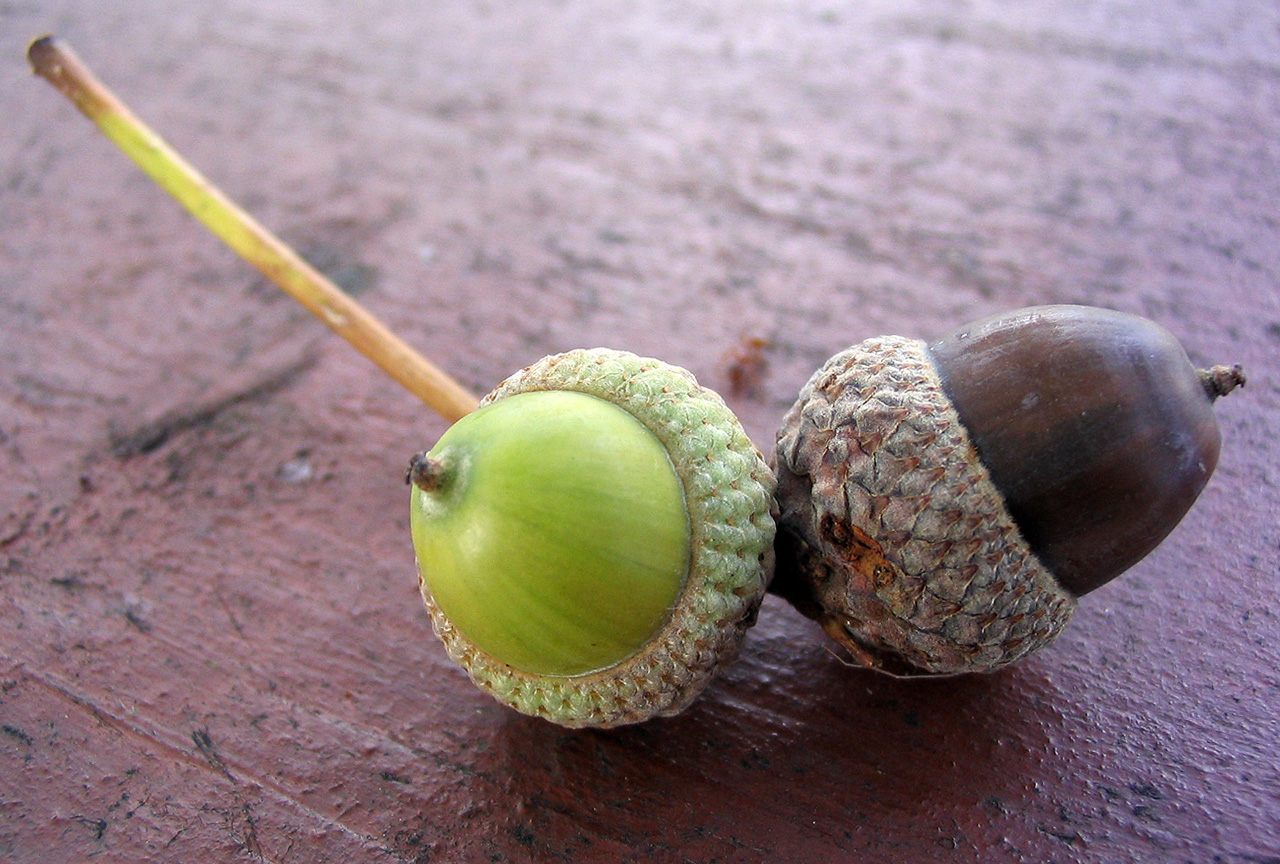
橡子

栎属（又稱麻櫟屬，俗名橡树、櫟樹或柞树）是壳斗科的一个属。栎属有600个种，其中450种来自栎亚属和150则是青剛櫟亞屬。主要分布在北半球与哥伦比亚的安第斯山脉。 栎树可以生长在从海平面高度到海拔4000米的地方，不同海拔生长着不同的特徵物种，如常绿树和落葉树、半常綠樹物种。
橡木的密度约为0.75克/立方厘米（0.43盎司/立方英寸），具有巨大的强度和硬度。由于单宁酸含量高，这种木材对昆虫和真菌的攻击有很强的抵抗力。它也有非常吸引人的纹理标志，特别是在分成四等分时。

## 描述
栎树属于硬木，生长缓慢，树干外有厚而粗糙的树皮，富含丹宁酸。这种天然产生的化学物质被用于制革、酿酒。因为单宁酸的存在，栎木木材成了绝佳的建筑材料，因为它可以防虫防腐烂。栎树树心的纤维细胞有极厚的細胞壁，提高了栎树的强度。
栎树的原产地可能是亚洲或中美洲，并演化出適應溫帶及寒帶的譜系後被广泛传播到世界各地。现在栎树的分布情况反映出了最近一个地质年代所发生的生态与气候变化。
栎树是风媒植物，因此，和其他许多植物一样，授粉成功并发芽是一个偶然事件，松鼠对栎树的传播也起到了一定的帮助作用，它们常常将橡果藏在地底，之后便忘记了藏东西的地方（或自身遭受意外），大多数栎树物种需要在温和的气候条件和肥沃湿润的土壤中生长。当生长条件适宜的时候，栎树的树龄可达几百年，并长成参天大树。

## 文化与历史
在原始的宗教，神话和传说中，栎树是神圣的。在不同的文明里，栎树被看作不同的天神。不同的栎树物种也有其不同的作用。
夏櫟（Q. robur）原产自英国和欧洲北部大部分国家，是最受欢迎的一个物种。由于在金属船身出现之前，用于造船的木材需要满足以下几个要求：木材需要来自粗壮的樹幹，制成的木板要具有延展性，轻便且防水。栎树满足上述的两个条件，所以夏栎一直是建造船只的选择，这也帮助英国取得了海上霸权。因此，自17世纪以来，主要生长在英国的栎树被出口至斯堪的纳维亚和其他波罗的海国家，以满足他们建造船只房屋，家具以及使用木柴的需求。
最常见的美洲物种为北美白橡（Q. alba），它是马萨诸塞海湾公司的摇钱树。马萨诸塞海湾公司用船将木材运回英国，并帮助船上的移民横渡大西洋。另一个美洲物种为維吉尼亞櫟（Q. virginiana），被誉为“活栎树”，是存活时间最长的物种，现在较少作为商业木材。
另一个栎木物种为西班牙栓皮栎（Q. suber），是制作軟木塞的原料，深受红酒爱好者的青睐。这种半常绿植物的树皮极厚，古罗马人用它做隔热材料，鞋锚浮标及瓶塞，这些用法至今仍很常见。栓皮栎树皮具有防火性。栓皮栎的树龄可达100年以上，每10年可以剥去它的树皮加以利用，但每次剥树皮必须要等到上次剥去的树皮再生长出来。
加在20世纪之前，橡果一直是美洲印第安人的食物（在去除丹宁酸之后，橡果是可食用的），特别是在加利福尼亚，现在很少有人食用橡果。但是在盛产火腿的意大利与伊比利亚，橡果仍然是猪饲料的主要原料。聞名歐洲乃至世界美食家皆知的「伊比利亞火腿」，其當地農戶便是用橡子和部分雜糧餵養豬隻的。
1807年哥本哈根战役丹麦战败后，为了重建舰队，丹麦海军计划种植了大量橡树（海军橡树）来用于生产造船木材，由于战争财政赤字，计划直到1820年才开始成型。经过150多年的培育，根据资料显示，这批橡树自20世纪下半叶开始成熟，自1950年开始，政府的林业部门就多次通知海军其需要的木材已经成才，可供砍伐。这批主要种植在北西兰岛。这批橡树现在少部分被作为船只维修木料和普通木料使用，大部分作为重要的生态和经济资源，被丹麦政府保育，网络上因此流传“200年前丹麦为重建海军种下的9万棵橡树终于交付”的传言。

## 分类
本属下分栎亚属（北美紅橡，北美白橡和土耳其栎）和青冈亚属。
栎属中亚属的部分种类: 
亚属：栎亚属（欧洲，亚洲，北非，北美洲）
- 麻栎 Quercus acutissima Caruth.
- 北美白橡 Quercus alba L.
- 栗葉櫟 Quercus castaneifolia C.A.Meyer
- 土耳其栎 Quercus cerris L.
- 胭脂虫栎 Quercus coccifera L.
- 北美鮮紅橡 Quercus coccinea Muench.
- 蓝橡树 Quercus douglasii Hook. & Arn.
- 南方紅橡 Quercus falcata Michx.
- 匈牙利橡树 Quercus frainetto Tenore
- 北美灰橡 Quercus grisea Liebmann
- 黎巴嫩栎 Quercus libani Oliv.
- 冬青櫟 Quercus ilex L.
- 覆互狀櫟 Quercus imbricaria Michx.
- 没食子树 Quercus infectoria Olivier
- 大藥櫟 Quercus macranthara
- 大果櫟 Quercus macrocarpa Michx.
- 馬利蘭德櫟 Quercus marilandica Muench.
- 北美黃橡 Quercus muehlenbergii Engelm.
- 黃背櫟 Quercus pannosa Hand.-Mazz.
- 无梗花栎 Quercus petraea Mattuschka Liebl.
- 柔毛櫟 Quercus pubescens Willd.
- 夏栎 Quercus robur L.
  - 英國櫟 Quercus robur 'Fastigiata'
- 北美紅橡 Quercus rubra L.
- 西班牙栓皮櫟 Quercus suber L.
- 栓皮栎 Quercus variabilis Bl.
- 北美黑橡 Quercus velutina Lam.

亚属：青冈亚属 （亚洲）
- 日本常綠櫟 Quercus acuta Thunb.，日本常綠橡樹
- 青剛櫟 Quercus glauca Thunb.
- 小葉青岡 Quercus myrsinifolia Blume.
- 赤皮青冈 Quercus gilva Blume.，赤皮
- 毽子櫟 Quercus sessilifolia Blume.，云山青冈
- 森氏櫟 Quercus morii Hayata
- 圓果青剛櫟 Quercus globosa (T.P. Lin & T.S. Liu) J.C. Liao
- 灰背櫟 Quercus hypophaea Hayata.
- 长果青冈 Quercus longinux Hayata, 1911
  - 錐果櫟 Quercus longinux var. longinux Hayata.
- 捲斗櫟 Quercus pachyloma Seemen.，毛果青冈
- 波緣葉櫟 Quercus repandifolia J.C.Liao.，波葉櫟
- 狹葉櫟 Quercus stenophylloides Hayata, 1914，台湾窄叶青冈
- 白背櫟 Quercus salicina Blume.
- 岭南青刚栎 嶺南青剛櫟 Quercus championii
- Benth.

其他：
- 德夯栎 Quercus dehangensis G. X. Chen, D. G. Zhang & B. Z. Wang[5]
- 巴东栎 Quercus engleriana Seem.
- 毛脉青冈 Quercus tomentosinervis (Y.C. Hsu & H.W. Jen) C.C. Huang，基异名：Cyclobalanopsis tomentosinervis Y.C.Hsu & H.Wei Jen
- 盈江青冈 Quercus yingjiangensis (Y.C. Hsu & Q.Z. Dong) Govaerts，为Quercus brevicalyx A.Camus的异名

## 图集

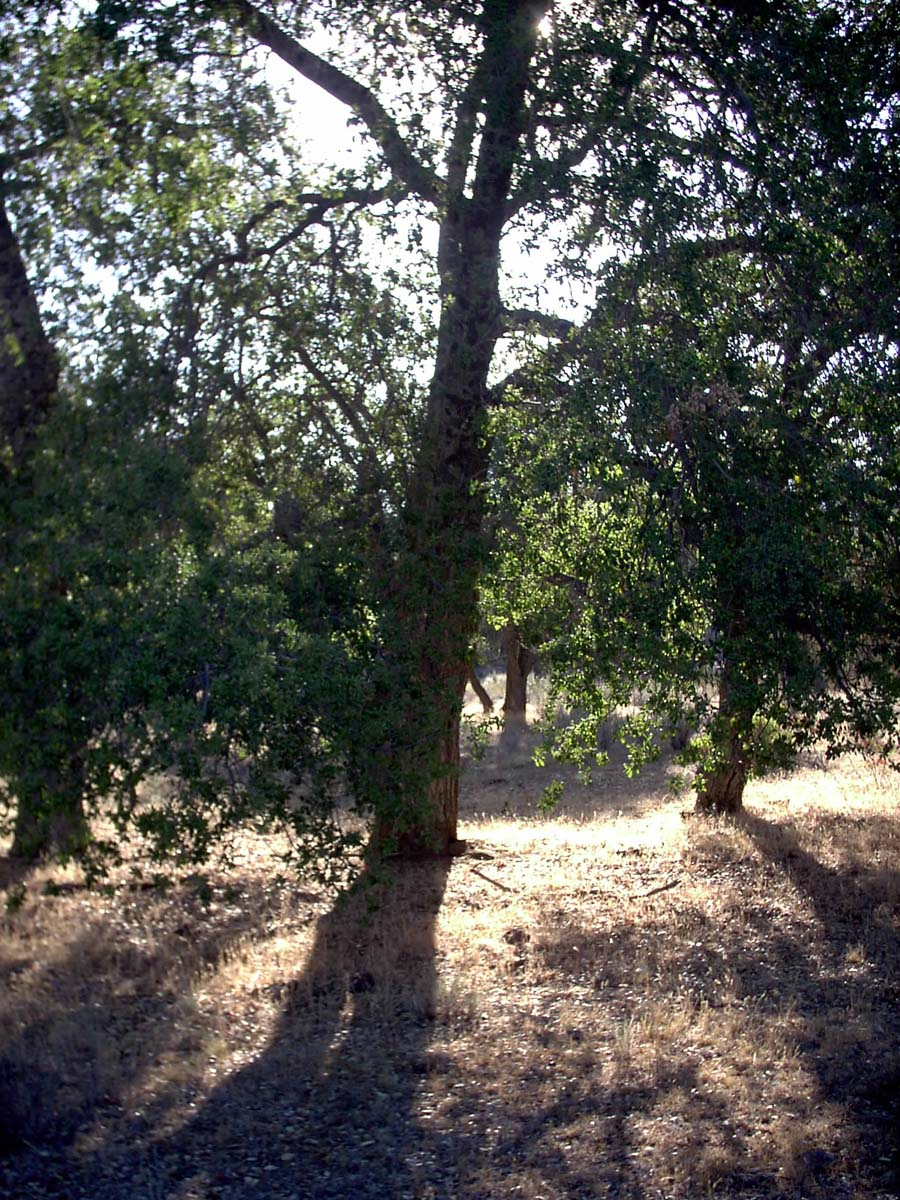
加利福利亚的橡树
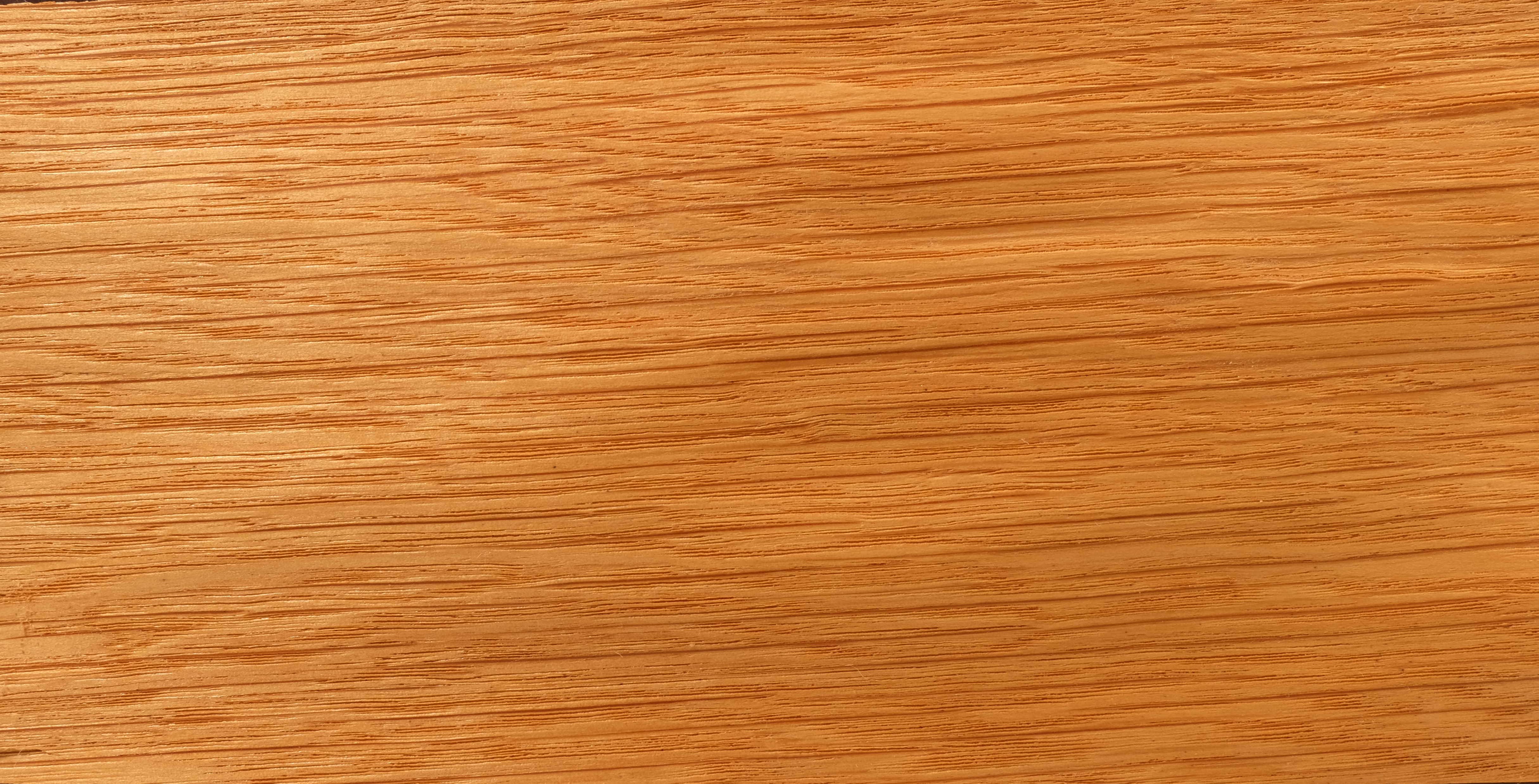
红橡树的木材
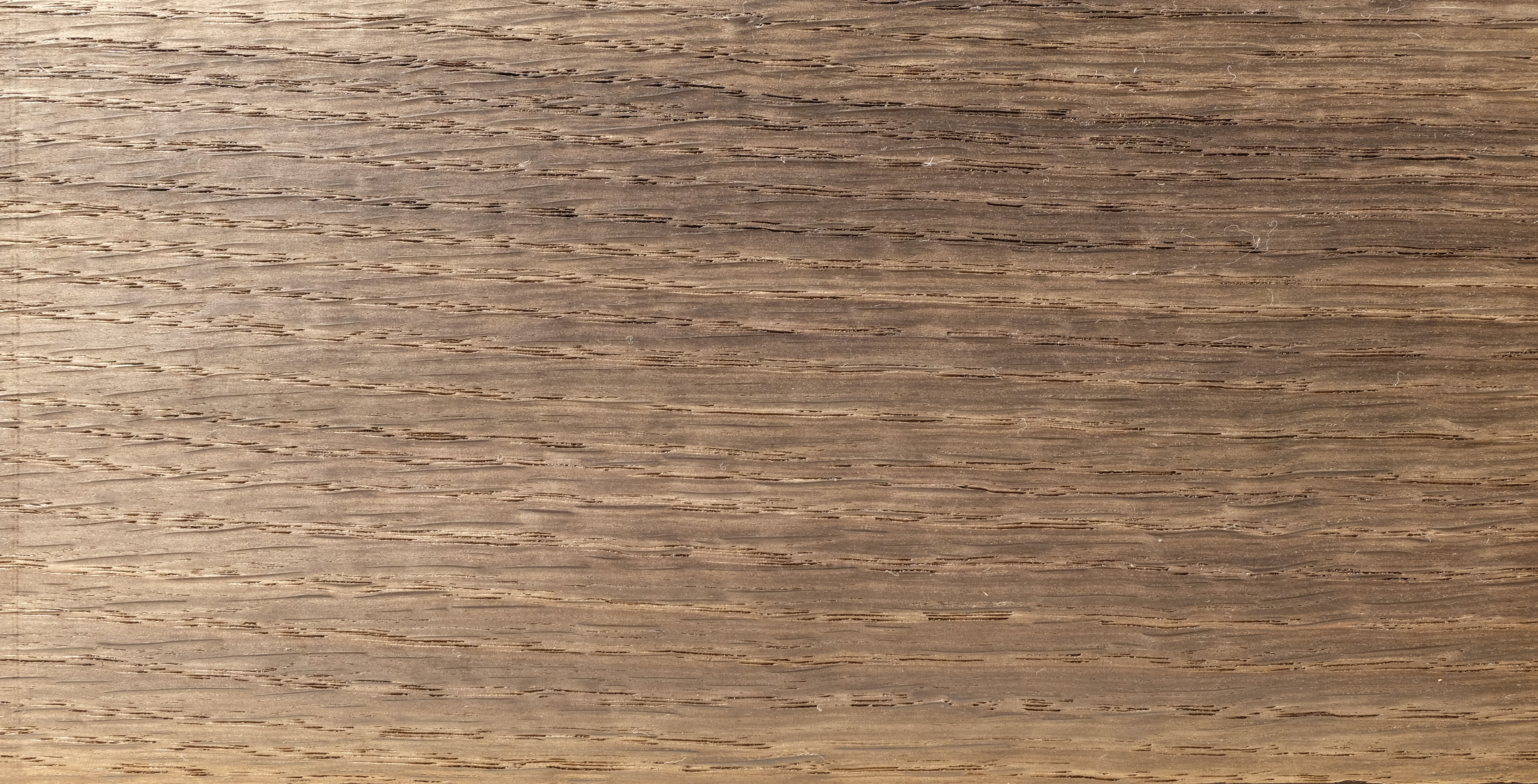
沼泽橡树的木材
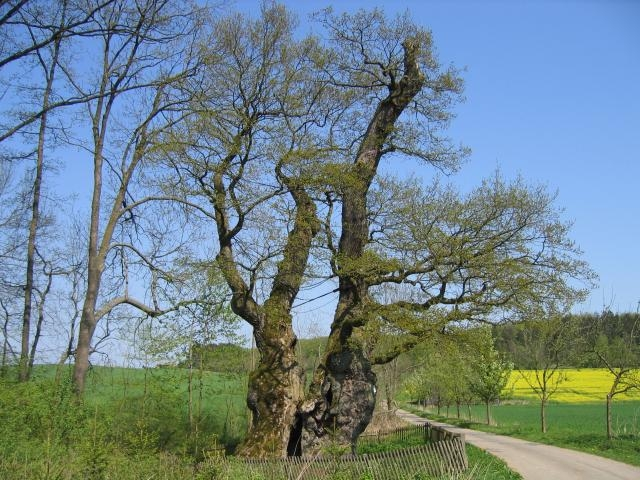
千年老橡树
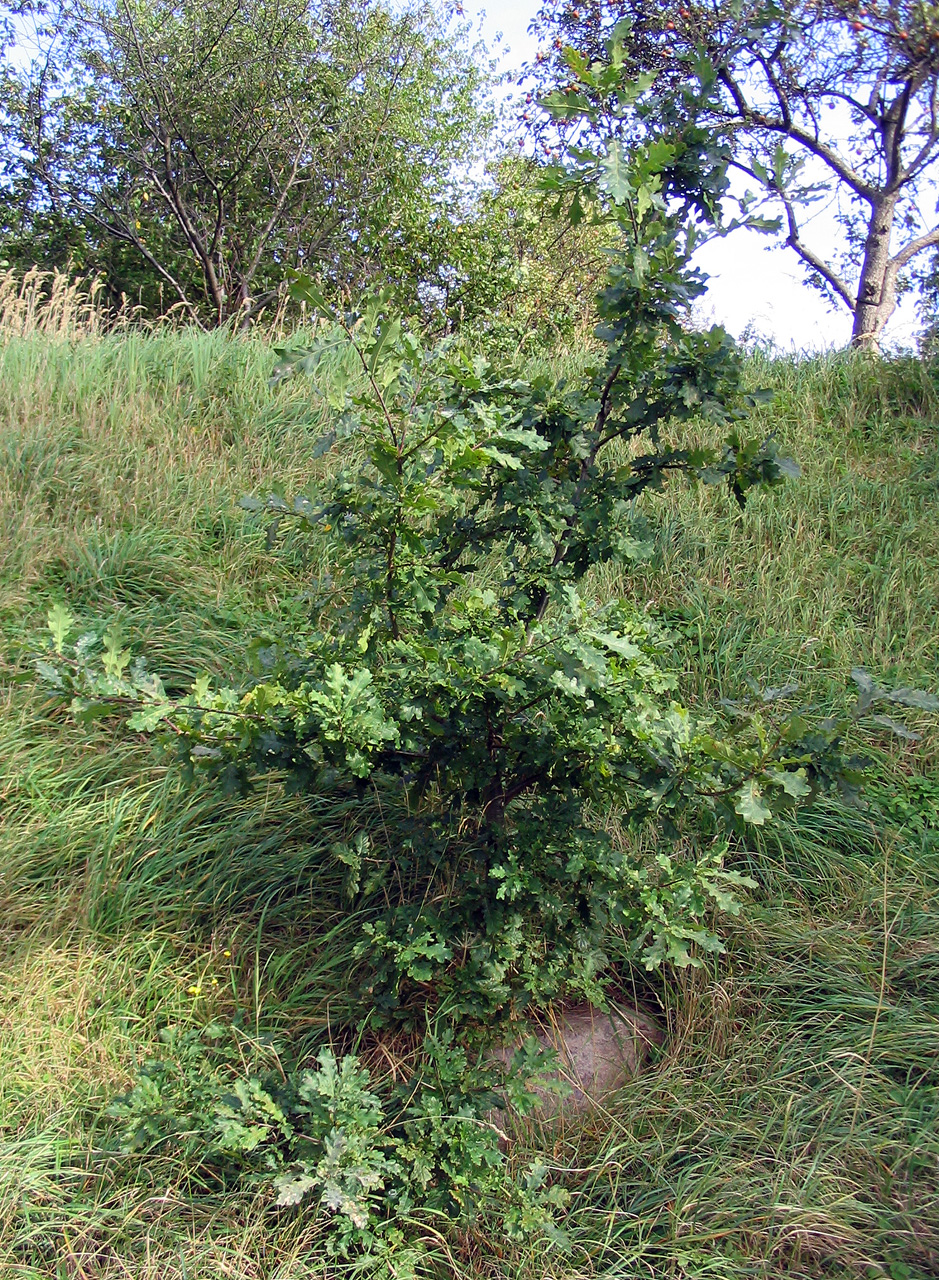
年轻的橡树
橡树和橡子常见于徽章上。这是一个地区徽章。
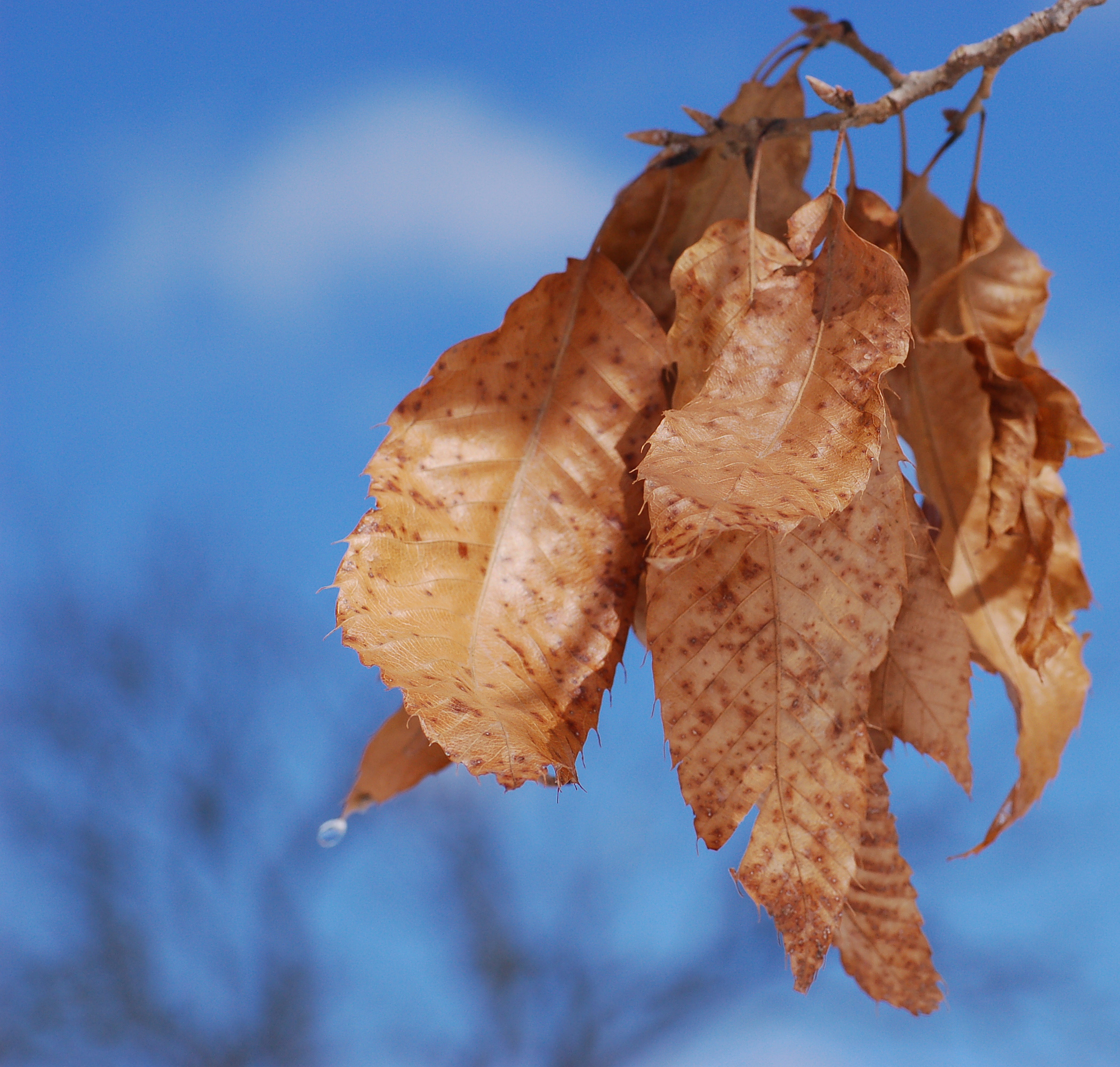
麻栎（Quercus acutissima）的枯叶

### 引用
1. ↑   (PDF).   [2011-08-26]. （原始内容存档 (PDF)于2021-01-07）.
2. ↑  游旨价.  . 春山出版. 2023: 211–212. ISBN 9786267236352.
3. ↑  Green, Harvey. . Penguin. 2007. ISBN 978-0143112693.
4. ↑  . www.thepaper.cn.   [2024-07-23]. （原始内容存档于2024-07-23）.
5. ↑  . GBIF.   [2023-02-14]. （原始内容存档于2023-02-14）.

### 书籍
- 胡先驌 等.  第22卷. 中國: 中國科學院. 2004年: 第213–215頁  [2011-08-24]. （原始内容存档于2011-08-29） （中文）.

## 延伸阅读
[在维基数据编辑]
 《欽定古今圖書集成·博物彙編·草木典·橡部》，出自陈梦雷《古今圖書集成》
 维基共享资源上的相關多媒體資源：栎属